# Marvel Cosmic Invasion
Marvel Cosmic Invasion (стилизовано под MARVEL Cosmic Invasion) — будущая компьютерная игра в жанре beat ’em up, разрабатываемая студией Tribute Games в сотрудничестве с Marvel Games. Релиз проекта должен состояться на консолях Playstation 4, Playstation 5, Xbox One, Xbox Series X/S и Nintendo Switch, а также Windows в 2025 году. Игра будет поддерживать субтитры на русском языке.

## Сюжет
Суперзлодей Аннигилус нападает на Галактику, угрожая всему живому. Бойцы, как земные, так и космические, должны объединить свои силы против смертоносной волны аннигиляции.

## Игровой процесс
Marvel Cosmic Invasion представляет собой классический двухмерный beat ’em up с «видом сбоку», игрок должен двигаться по уровню слева направо и уничтожать многочисленных противников. В игре будет представлен обширный ростер из персонажей Marvel (в общей сложности 15 героев, как с Земли, так и из космоса»), в том числе: Нова, Человек-паук, Росомаха, Капитан Америка, Шторм, Веном и Файла-Велл. Игрок сможет будет выбирать собственную команду из двух супергероев, переключаясь между ними по ходу боя с помощью системы Cosmic Swap, используя различные суперспособности и специальные атаки. По словам разработчиков, у каждого члена команды будут уникальные способности, что позволит игрокам «проявить творческий подход и тактику» — умения напарников удастся объединять, создавая особо сильные комбинации. Персонажам предстоит посетить множество локаций, начиная Нью-Йорком, заканчивая глубинами Негативной зоны. В визуальном плане проект будет выполнен в стилистике ретро-арта, отсылая к «классической эре» комиксов Marvel. Игра будет поддерживать локальный кооператив до четырёх игроков, а также кросс-платформенный мультиплеер.

## Разработка
Анонс игры состоялся 27 марта 2025 года во время презентации Nintendo Direct. Игра разрабатывается студией Tribute Games, известной по ретро-боевику Teenage Mutant Ninja Turtles: Shredder’s Revenge, в сотрудничестве с Marvel Games. Релиз проекта запланирован на консолях Playstation 4, Playstation 5, Xbox One, Xbox Series X/S и Nintendo Switch, а также Windows в 2025 году.